# Сестрорпарк

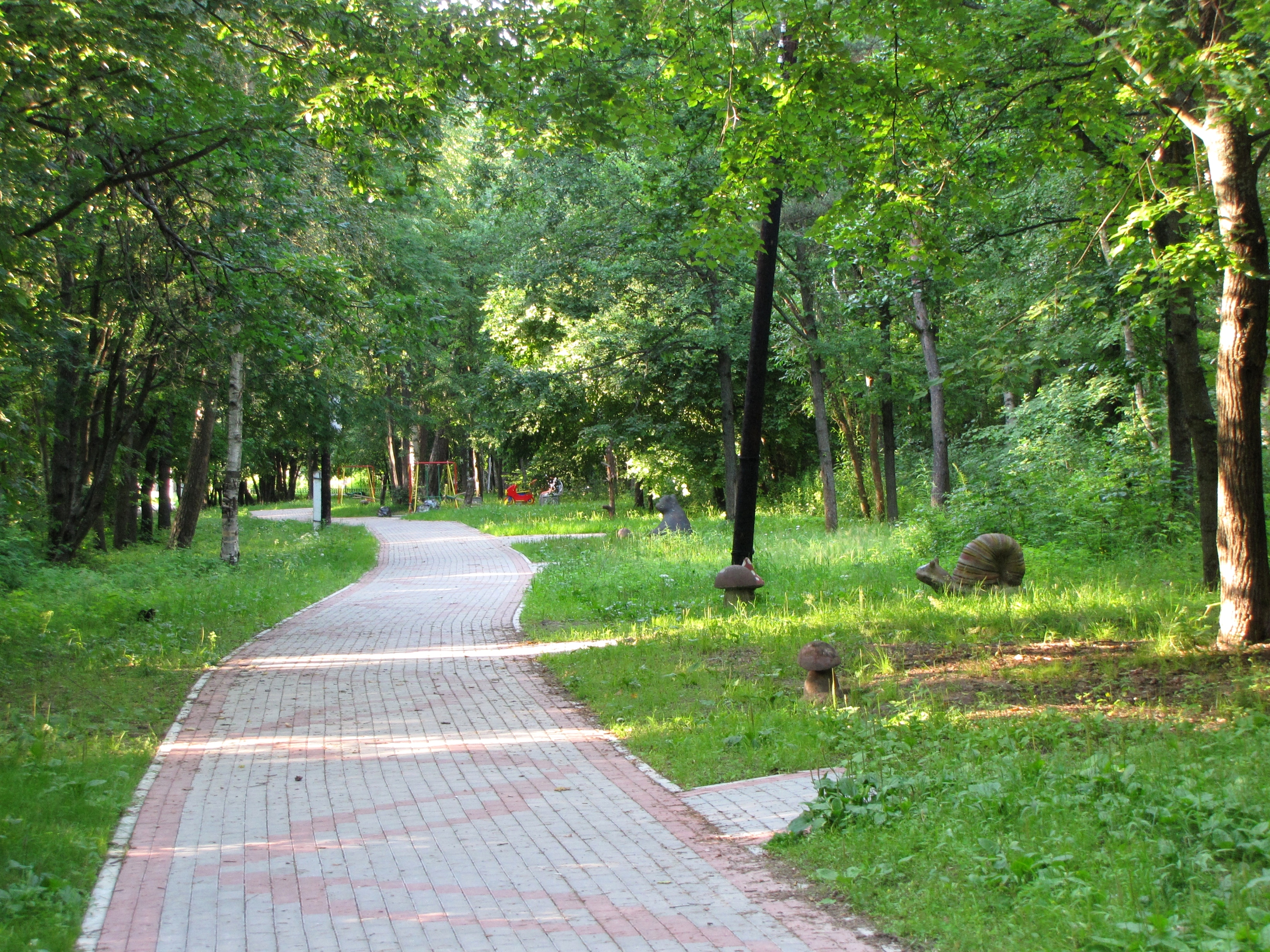
Парк в 2009 году

Сестрорецкий парк (Сестропарк) — парк в Курортном районе Санкт-Петербурга, в южной части города Сестрорецка. Основан в 2005 году, в 2019 прошел первый этап благоустройства парка, в ходе которого парку дали название.

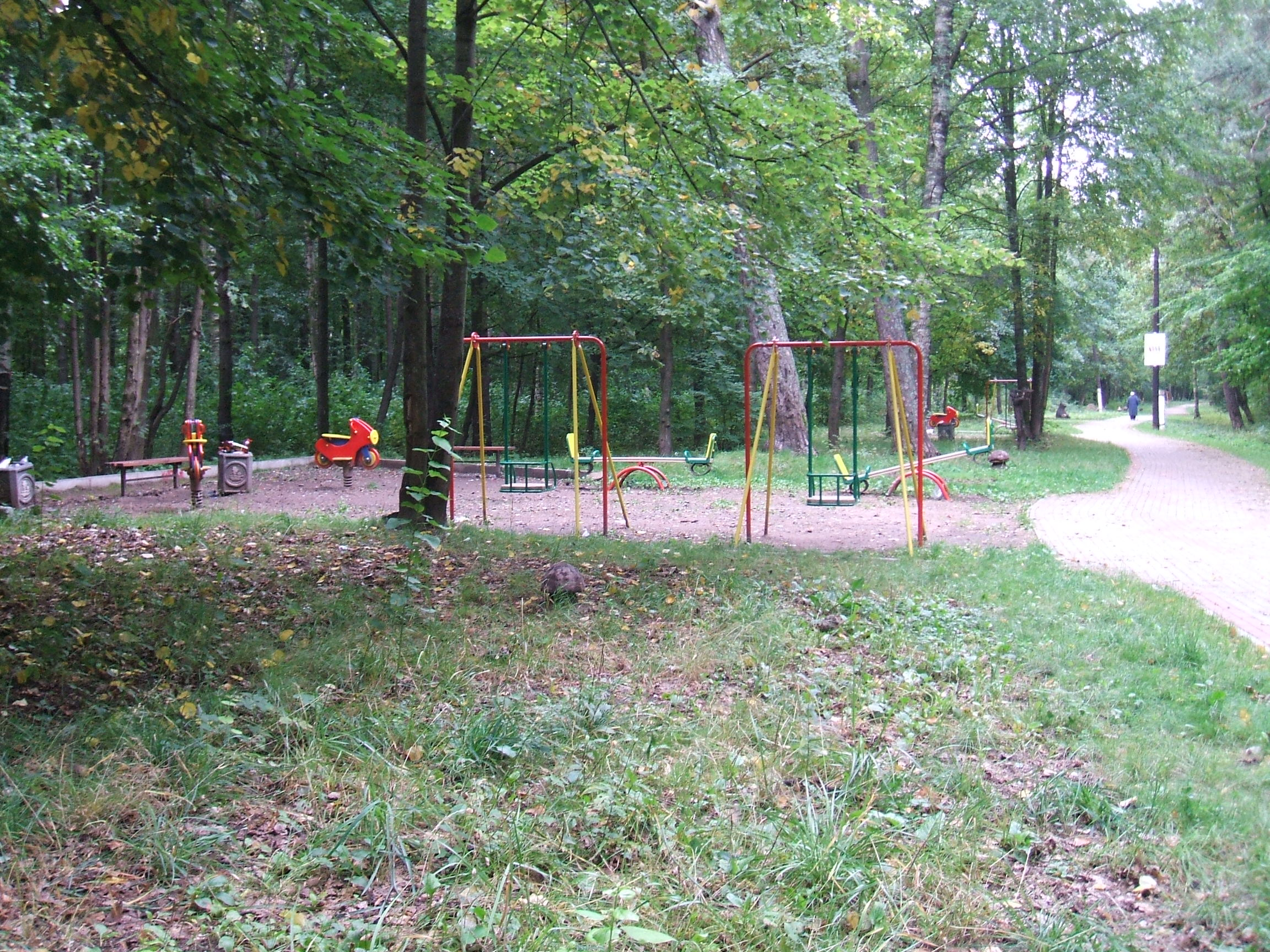
Сквер Чернобыльцев

Парк является лесополосой, где растут разные виды деревьев и кустарников. Преобладают берёзы, липы, ольхи, осины и сосны. Также в парке растет дуб, вяз, можжевельник, и ели. Осенью 2019 года в парке были посажены саженцы деревьев, в основном ели и сосны. В 2020 году в парке высадили голубую ель.
Парк основан в память катастрофы в Чернобыле, поэтому местные жители называют парк сквером Чернобыльцев.
Парк имеет вытянутую форму, располагается между Приморским шоссе и железной дорогой и имеет размер 4,6 га. Парк открыт круглосуточно, вход свободный.